# Seehof (Lichtenfels)
Seehof ist ein Stadtteil der oberfränkischen Stadt Lichtenfels im Landkreis Lichtenfels.

## Geografie
Der Weiler liegt etwa fünf Kilometer nordöstlich von Lichtenfels im Lichtenfelser Forst. Durch den Ort fließt der Schneybach, ein rechter Zufluss des Mains. Eine Gemeindeverbindungsstraße von Schney nach Neuensorg und die Werrabahn führen vorbei.

## Geschichte
Die erste Erwähnung erfolgte 1573 mit einem Vermerk des Amtes Lichtenfels über Forstgüter am Schneybach. 1671 gehörte Schneybach zu den Lehensgütern des Amtes mit einem Wohnhaus, einem Wirtschaftsgebäude und einem kleinen Wohnhaus. Für 1735 ist der Übergang zu dem neuen Ortsnamen Seehof belegt. Damals gehörten dem Amt fünf angelegte Weiher. 1801 bestand die Siedlung aus einem Gehöft, das mit zwei Häusern und einem Stadel bebaut war. Die Abgaben waren an das Lichtenfelser Amt zu leisten, dem auch sämtliche Gerichtsbarkeiten gehörten.
Nach dem Gemeindeedikt von 1818 wurde Seehof zusammen mit Buch am Forst, Forsthub, Gleisenau und Hammer (Lichtenfels) zu einer Gemeinde zusammengefügt. Damals hatte der Ort 17 Einwohner. 1862 folgte die Eingliederung des Weilers in das neu geschaffene bayerische Bezirksamt Lichtenfels.
Im Jahr 1871 zählte Seehof 42 Einwohner, die alle evangelisch waren, und 8 Gebäude. Die evangelische Pfarrei befand sich 6,5 Kilometer entfernt in Buch am Forst und die evangelische Schule 3,5 Kilometer entfernt in Schney. 1900 umfasste die Landgemeinde Buch am Forst mit ihren fünf Orten eine Fläche von 1372,45 Hektar, 596 Einwohner, von denen 587 evangelisch waren, und 106 Wohngebäude. In Seehof, das inzwischen nach Schney eingepfarrt war, lebten 34 Personen in 5 Wohngebäuden. 1925 hatte der Weiler 38 Einwohner und 6 Wohngebäude und gehörte zum Sprengel der katholischen Pfarrei in Lichtenfels. 1950 hatte Seehof 39 Einwohner und 7 Wohngebäude. 1970 zählte der Ort 23 Einwohner und 1987 19 Einwohner sowie 7 Wohngebäude mit 7 Wohnungen.
Am 1. Januar 1971 erfolgte die Zuordnung als Gemeindeteil nach Schney, das am 1. Mai 1978 in die Stadt Lichtenfels eingegliedert wurde.
Im Januar 1859 wurde die an Seehof vorbeiführende eingleisige Bahnstrecke von Coburg nach Lichtenfels eröffnet. Dazu mussten im Ortsbereich ein hoher Damm und eine Gewölbebrücke mit drei Öffnungen errichtet werden. 1934 folgte der Bau eines rund ein Kilometer langen zweiten Gleises für eine Kreuzungsstation. Im Jahr 2004 wurde die Brücke durch einen Neubau ersetzt.

## Wirtschaft
Die Weiher in Seehof werden zur Fischzucht, insbesondere des Karpfens, genutzt. Im Jahr 2013 wurde auf einem 2,3 Hektar großen Gelände entlang der Werrabahn eine Photovoltaik-Freiflächenanlage errichtet.